# Mitsubishi Lancer

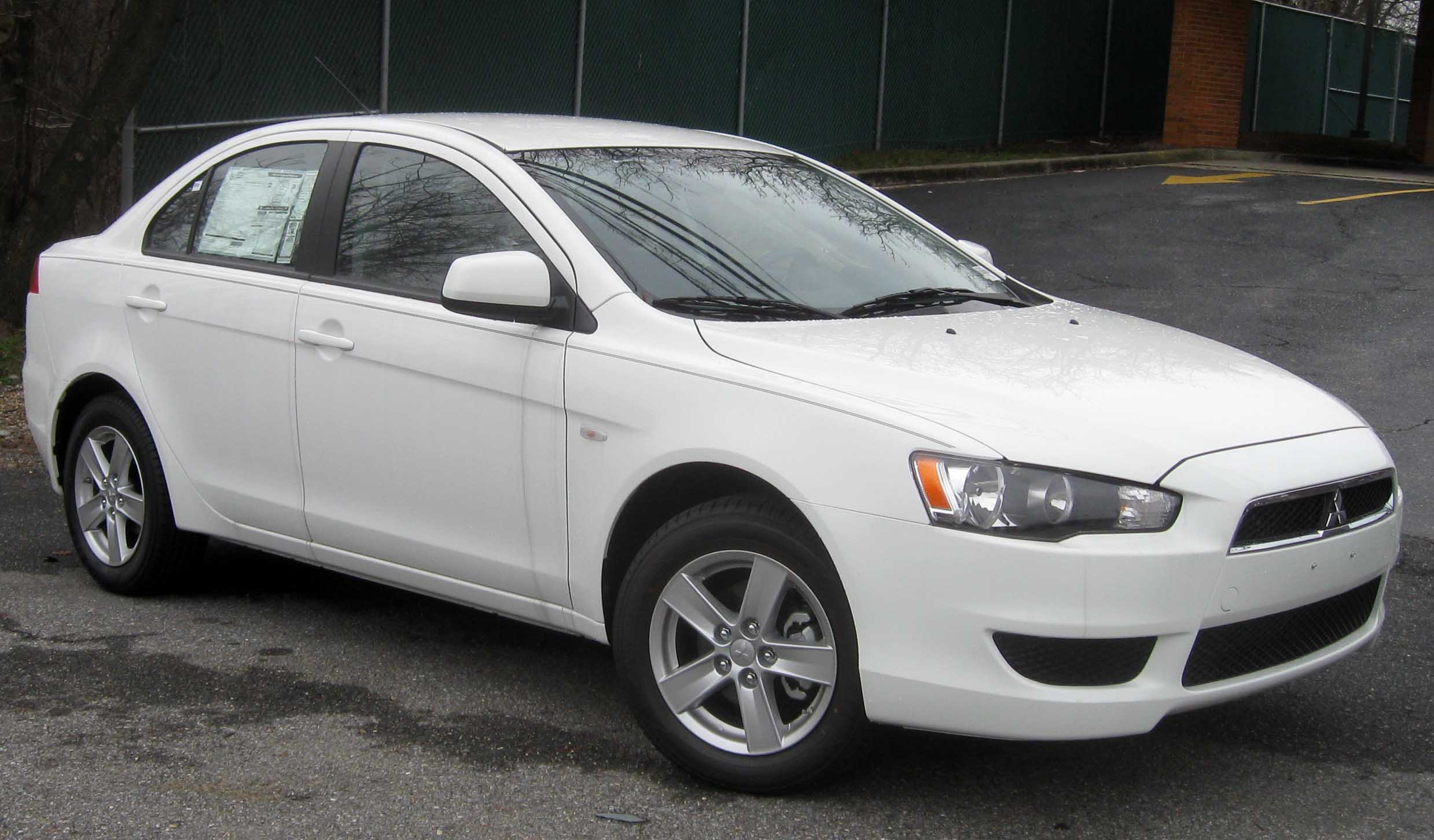
Den åttonde och nuvarande versionen av Mitsubishi Lancer, i sedanutförande.

Mitsubishi Lancer är en bil från den japanska biltillverkaren Mitsubishi. Modellen har tillverkats i åtta generationer sedan 1973. Den nuvarande Lancer finns i sedan- och halvkombimodell (den senare med beteckningen "Sportback").
Lancer finns i olika utföranden, bland annat GLi och GLXi.
Årsmodellerna 1993–1994 av GLXi har en 4-cylindrig tvärställd motor på 1,6 liter och 113 hästkrafter. Motorn är en ECI, Electronic Controlled Injection, det vill säga elektronisk bränsleinsprutning.

## Tidigare generationer

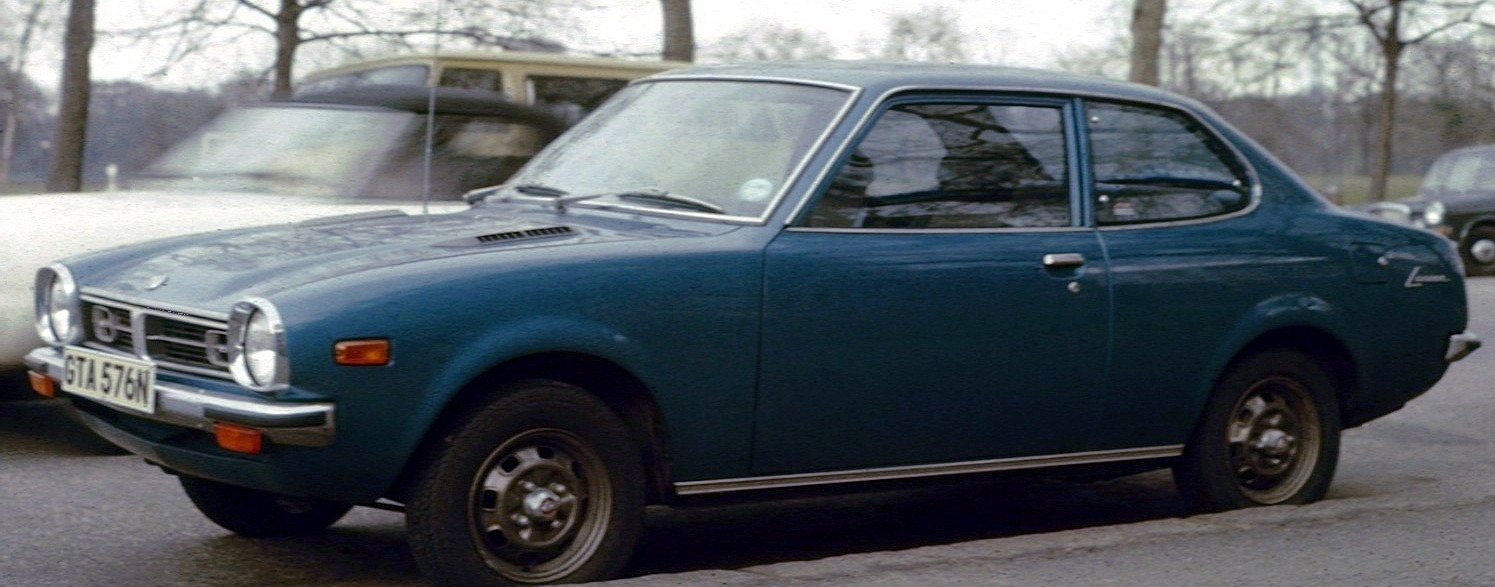
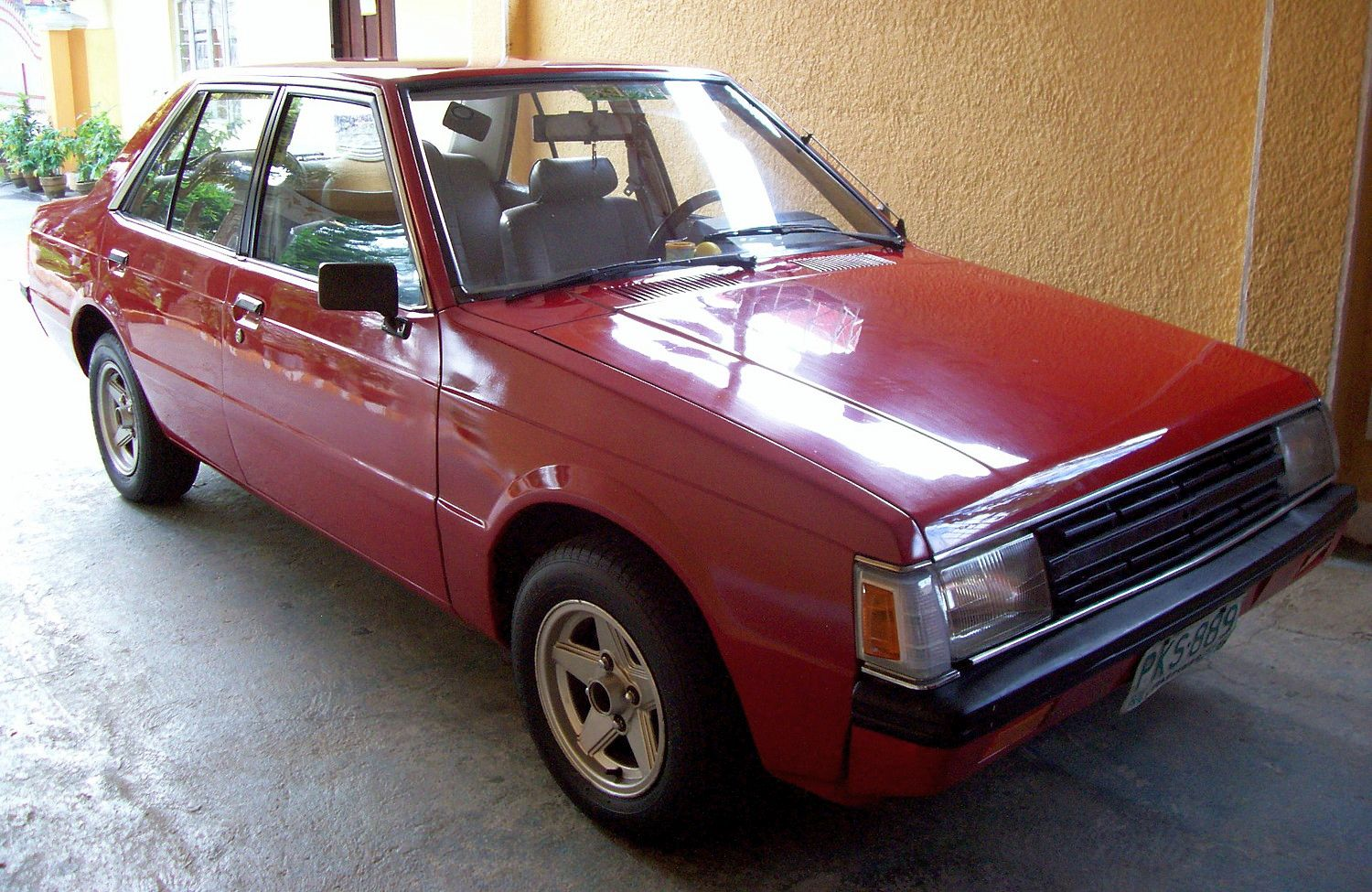
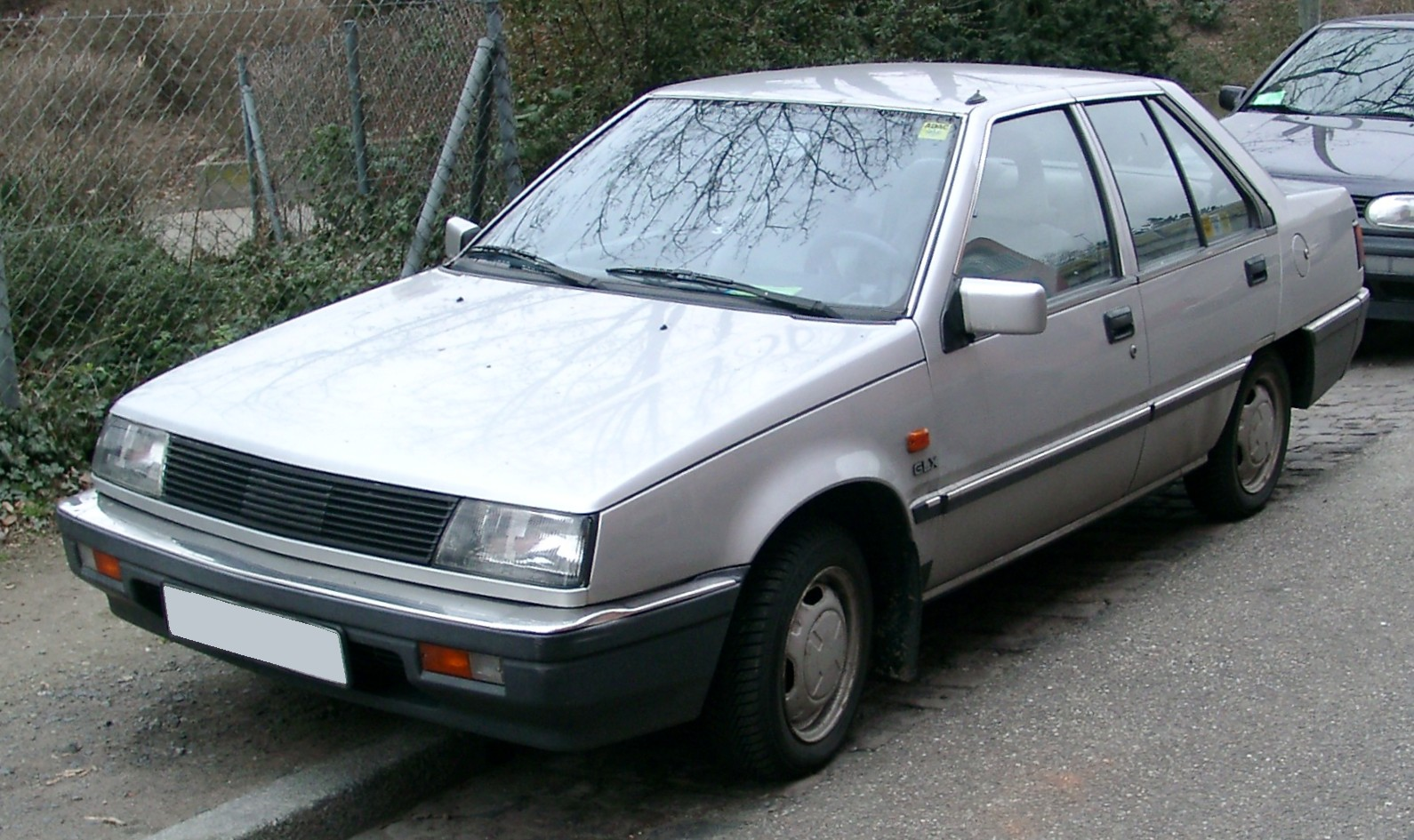
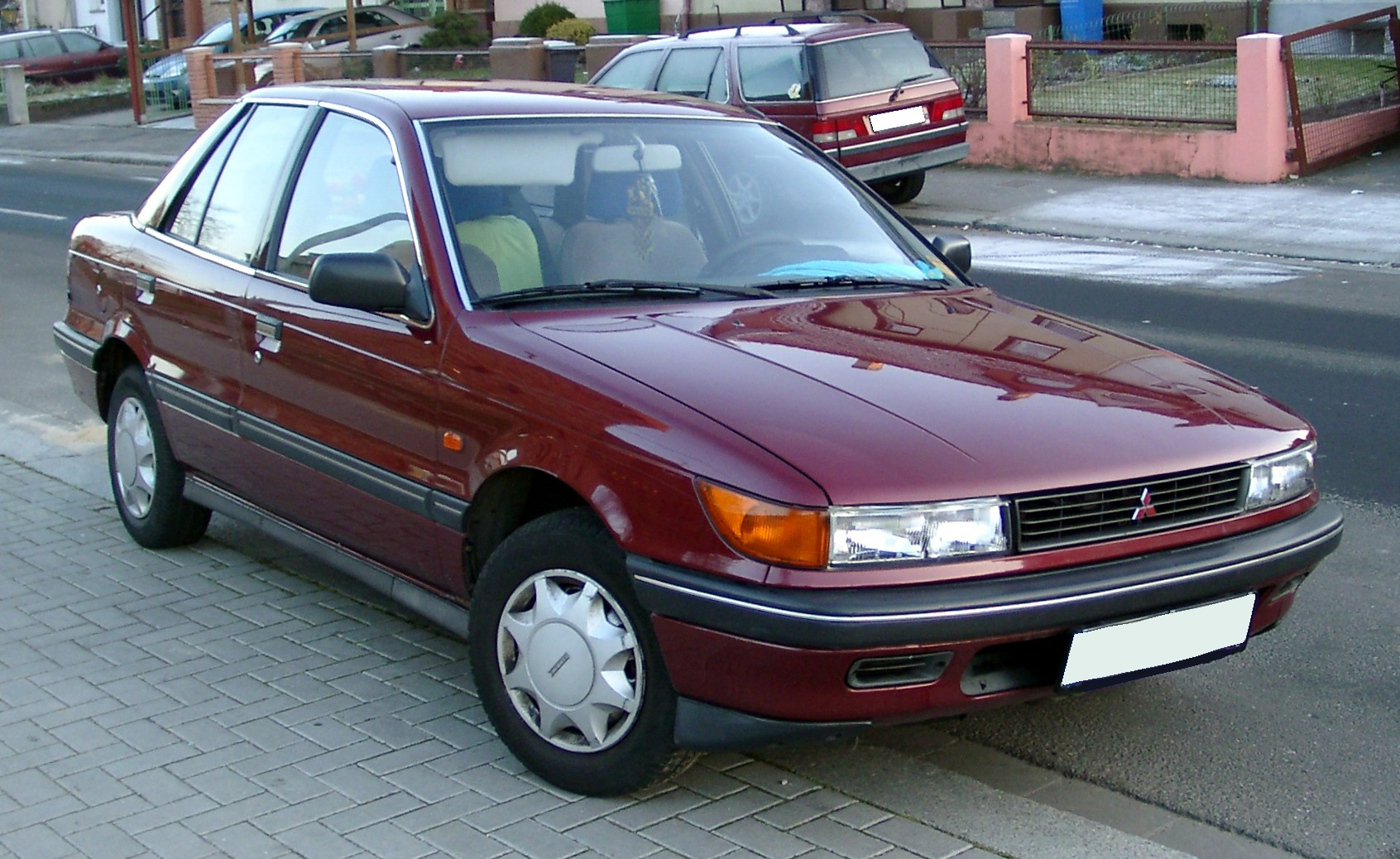
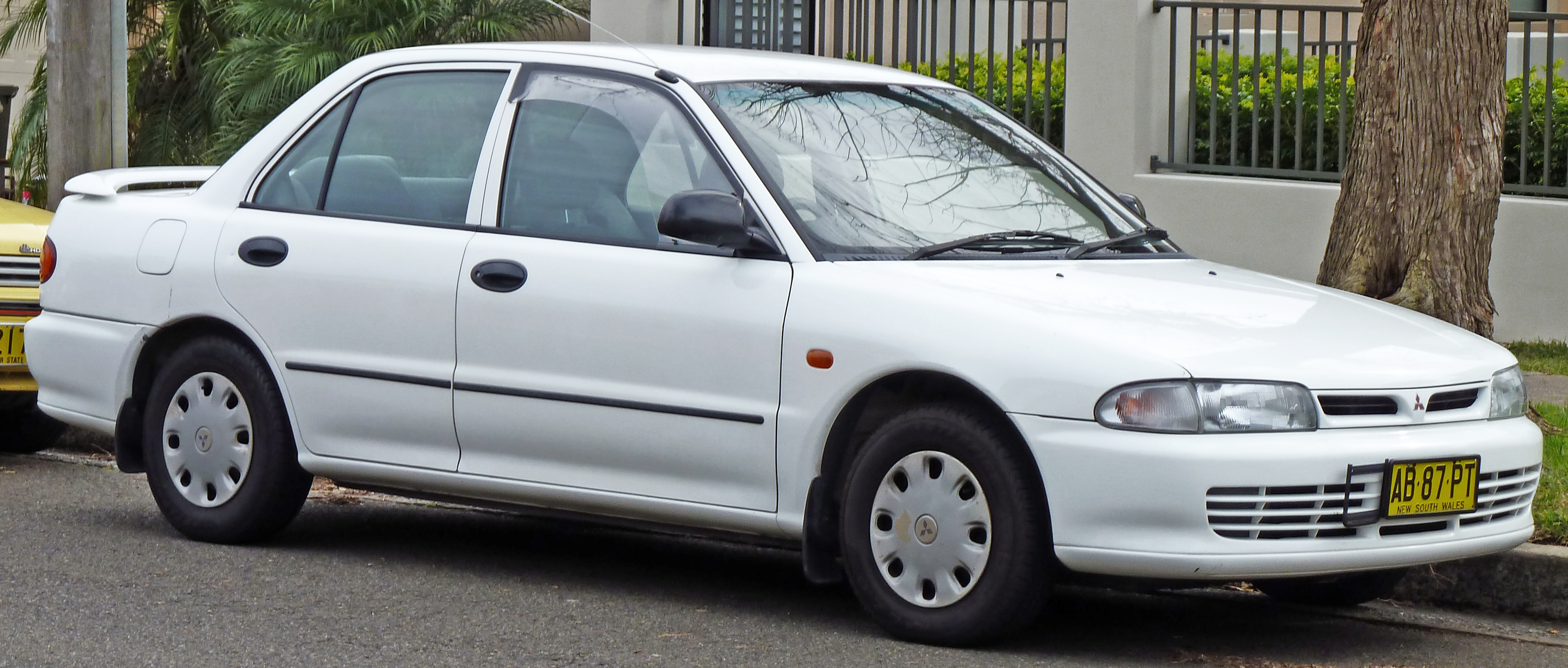
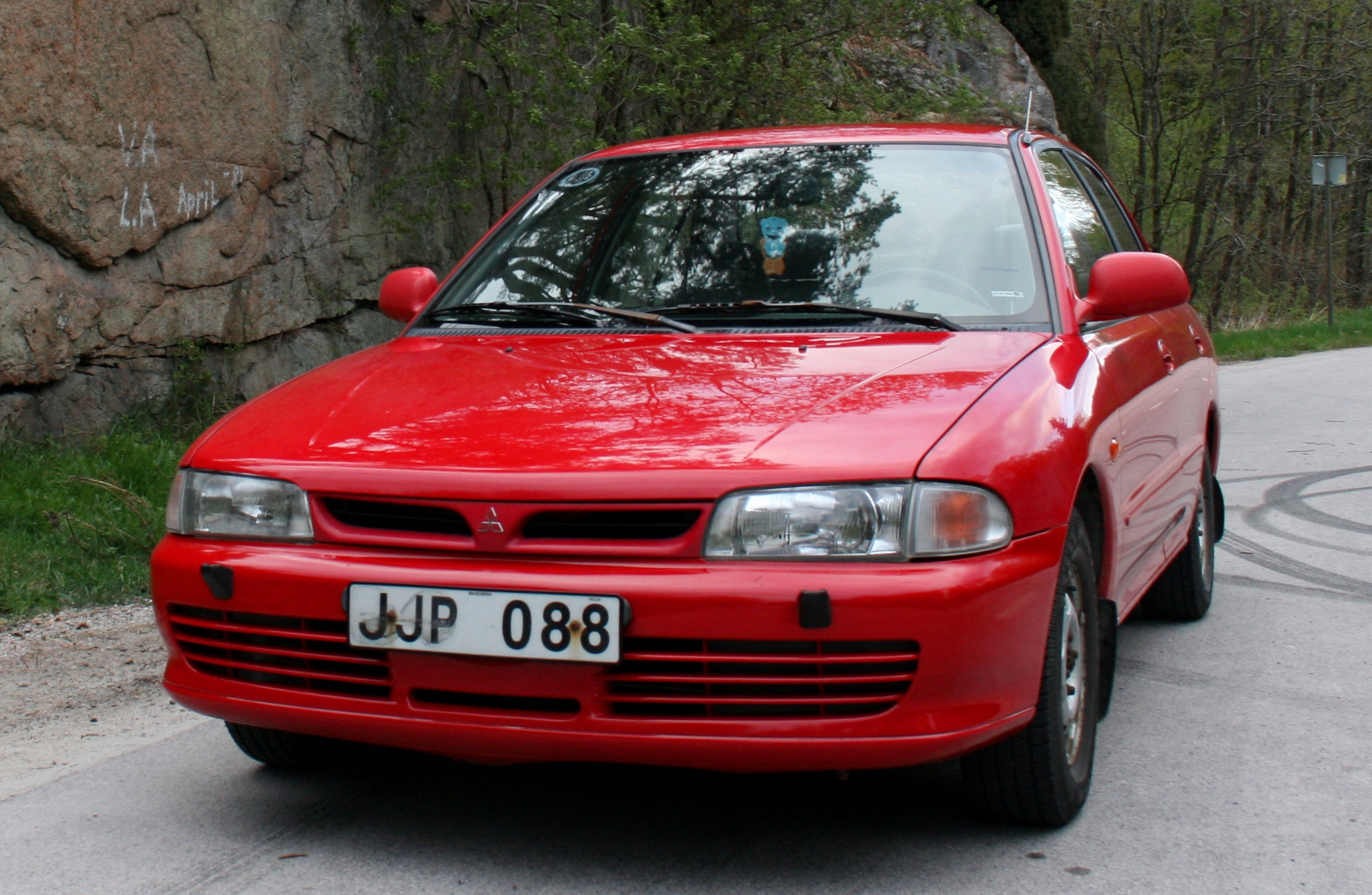
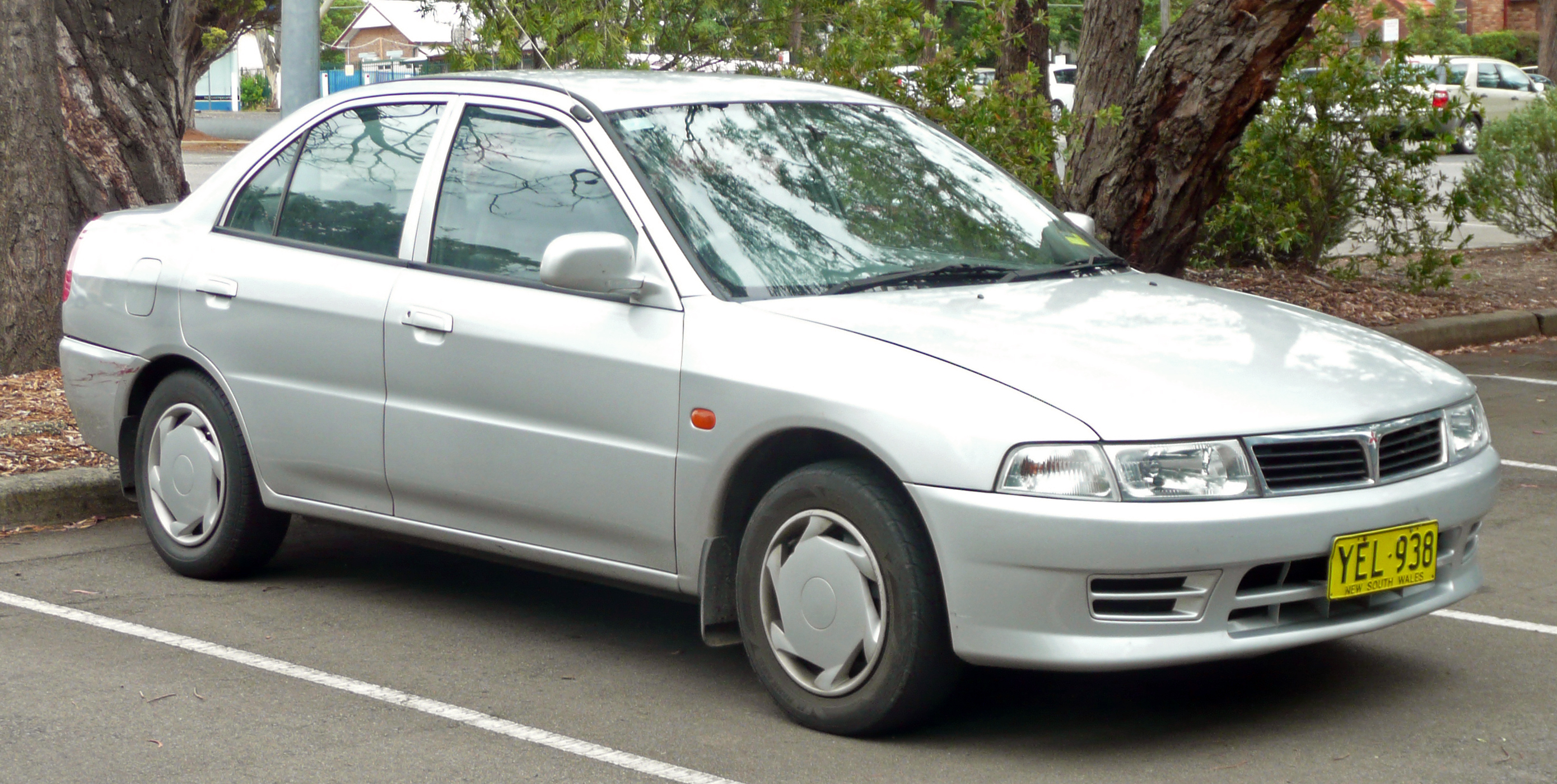
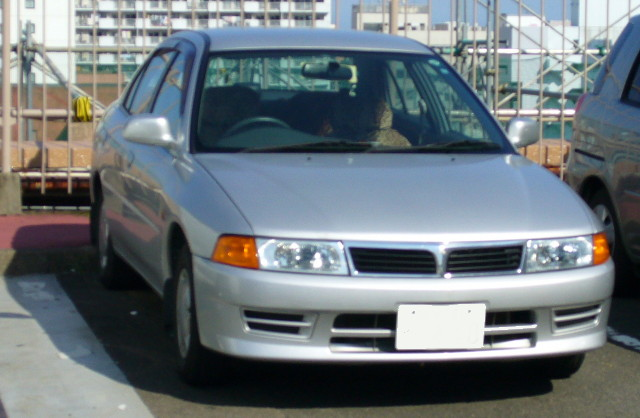
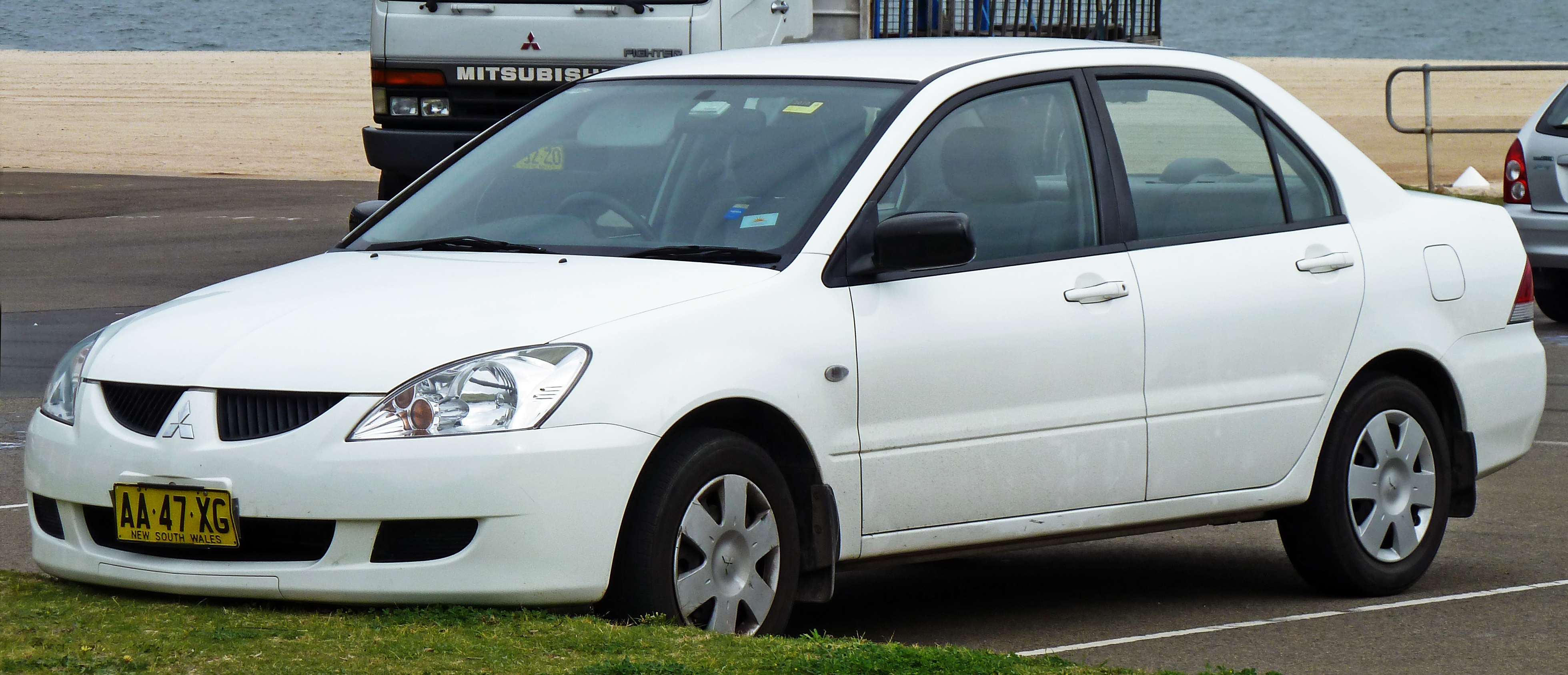